# معماری سخت‌افزار

یک نمودار پیش‌بینی‌شده از F - 117 A Nighthawk.

یک اف - ۱۱۷ یک تمرین ورزشی زنده اجرا می‌کند که با استفاده از بمب‌های هدایت‌شونده لیزری ۲۷–۲۷ اداره می‌شود.

معماری سخت‌افزار (به انگلیسی: Hardware architecture) در مهندسی، به شناسایی مولفه‌های فیزیکی سیستم و روابط متقابل آن‌ها اشاره دارد. این توصیف، که اغلب یک مدل طراحی سخت‌افزار نامیده می‌شود، به طراحان سخت‌افزار اجازه می‌دهد تا درک کنند که چطور اجزای آن‌ها متناسب با معماری سیستم هستند و به طراحان بخش نرم‌افزار اطلاعات مهم مورد نیاز برای توسعه نرم‌افزار و یکپارچه‌سازی را می‌دهد. تعریف واضح یک معماری سخت‌افزاری به رشته‌های مهندسی سنتی مختلف (مانند مهندسی برق و مکانیکی) برای هم‌کاری موثرتر با یکدیگر برای تولید و تولید ماشین‌آلات، دستگاه‌ها و قطعات جدید اجازه می‌دهد.
سخت‌افزار همچنین اصطلاحی است که در صنعت مهندسی کامپیوتر به کار می‌رود تا به وضوح سخت‌افزار (رایانه الکترونیکی) را از نرم‌افزاری که روی آن اجرا می‌شود، متمایز نماید. اما سخت‌افزار، در رشته‌های مهندسی و مهندسی نرم‌افزار، نیازی به کامپیوتر ندارد. یک اتومبیل مدرن بسیار بیشتر از سفینه فضایی آپولو است. همچنین هواپیماهای مدرن نمی‌توانند بدون استفاده از ده‌ها میلیون دستورالعمل‌های کامپیوتری تعبیه‌شده و در تمام هواپیماها و در هر دو سخت‌افزار کامپیوتر استاندارد و در قطعات سخت‌افزاری تخصصی مثل گیت منطقی سیمی IC، دستگاه‌های آنالوگ و هیبریدی و دیگر اجزای دیجیتال فعالیت کنند. نیاز به مدلسازی مؤثر این که چگونه اجزای فیزیکی مجزا ترکیب می‌شوند تا سیستم‌های پیچیده را شکل دهند، در دامنه وسیعی از کاربردها از جمله کامپیوترها، دستیاران دیجیتالی شخصی (PDAها)، تلفن‌های همراه، دستگاه‌های جراحی، ماهواره، و زیردریایی‌ها مهم است.
معماری سخت‌افزار بازنمایی یک سیستم سخت‌افزاری (یا مهندسی) الکترونیکی یا الکترومکانیکی، و فرایند و نظم برای اجرای مؤثر طراحی(ها) برای چنین سیستمی است. این بخش به‌طور کلی بخشی از یک سیستم یکپارچه بزرگ‌تر است که شامل اطلاعات، نرم‌افزار و نمونه‌سازی دستگاه است.

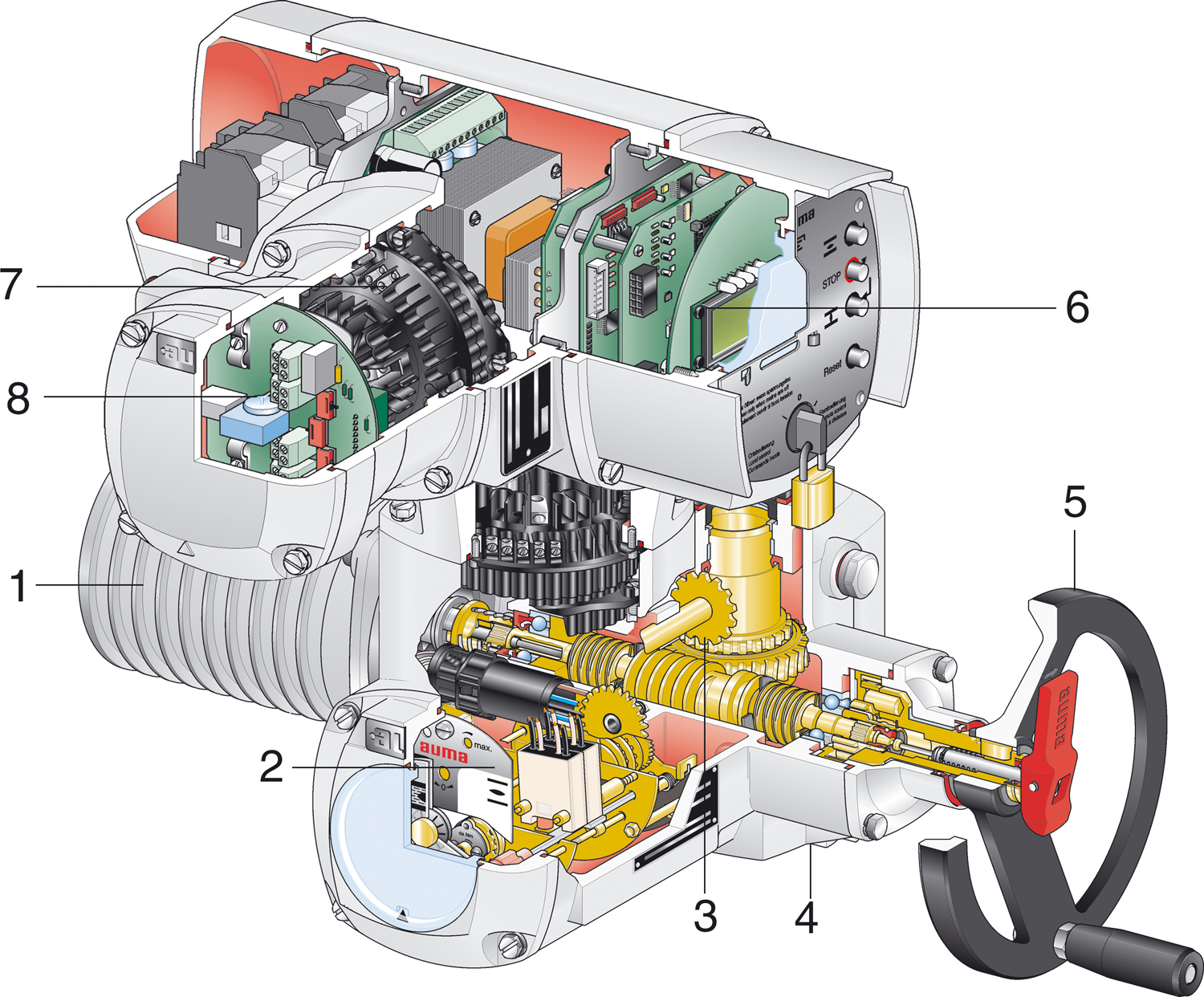
برق چند به نوبه خود محرک با کنترل.

این یک فرایند است زیرا یک رشته از مراحل برای تولید یا تغییر معماری، و / یا طرحی از آن معماری، از یک سیستم سخت‌افزاری در مجموعه‌ای از محدودیت‌ها تعیین شده‌است.
این یک نظم است زیرا یک بدنه از دانش برای اطلاع‌رسانی به افراد حرفه‌ای به عنوان موثرترین راه طراحی سیستم در مجموعه‌ای از محدودیت‌ها استفاده می‌شود.